# Janicella spinicauda
Janicella spinicauda is een garnalensoort uit de familie van de Oplophoridae. De wetenschappelijke naam van de soort is voor het eerst geldig gepubliceerd in 1883 door A. Milne-Edwards.